# Chryseobacterium taiwanense
Chryseobacterium taiwanense ist ein Bakterium. Es wurde aus Böden in der Republik China (Taiwan) isoliert.

## Merkmale
Die Zellen von Chryseobacterium taiwanense sind stäbchenförmig mit einem Durchmesser von 0,6 - 0,9 Mikrometer und einer Länge zwischen 1,0 und 2,2 Mikrometern.
Die Kolonien auf Trypton-Soja-Agar sind gelblich, durchscheinend und glänzend mit glatten Rändern.

## Stoffwechsel und Wachstum
Chryseobacterium taiwanense benötigt Sauerstoff zum Wachstum, es ist aerob. Der Stoffwechsel ist heterotroph. Analog zu den meisten Tieren und Menschen findet die Atmung mit Sauerstoff als terminaler Elektronenakzeptator statt.
Es werden pH-Werte von 5,0 - 10,0 toleriert, das Optimum liegt zwischen 6,0 und 8,0. Casein und Gelatine werden hydrolysiert. Wachstum findet bei Temperaturen zwischen 5 und 42 °C statt, optimales Wachstum bei 30 °C.

## Taxonomie
Taxonomisch ähnelt Chryseobacterium taiwanense stark den Arten Chryseobacterium nepalense (mit einer Übereinstimmung der 16S-rRNA von 97,6 %), C. camelliae (97,4 %), und C. profundimaris (97,2 %). Menachinon-6 (MK-6) ist das dominierende Chinon.

## Systematik
Chryseobacterium taiwanense wurde 2006 von Chun-Ju Tai und Mitarbeitern erstbeschrieben. Die Art zäht zu der Familie der Weeksellaceae.

## Namensherkunft
Der Gattungsname besteht aus dem lateinischen Wort bacterium und dem griechischen Wort chryseos, was so viel wie „golden“ bedeutet und auf die Farbe der einzelnen Kolonien deutet. Der Artname C. taiwanense deutet auf den Fundort der Art hin, sie wurde aus einen Ackerboden in Wu-Feng, Taiwan isoliert.